# Астрономічне товариство Мальти
Астрономічне товариство Мальти (англ. Astronomical Society of Malta) — суспільна організація на Мальті, що займається популяризацією астрономії. Товариство було створено 1984 року шляхом об'єднання Студентського астрономічного гуртка (створеного в 1978 році) та Астрономічної асоціації (створеного в 1977 році). Діяльність товариства включає організацію лекцій, громадських астрономічних спостережень, проведення невеликих дослідницьких проєктів.

## Історія
Історія астрономічного товариства почалася з листа у місцеву газету, який астроном-любитель Норман Стівала написав у жовтні 1976 року, запросивши на зустріч інших любителів астрономії. У 1977 році астрономи-любителі створили Астрономічну асоціацію Мальти, яка за перший рік зібрала 110 зареєстрованих членів. Асоциація проводила лекції, астрономічні спостереження, соціальні заходи, брала участь у телевізійних і радіопрограмах, організовувала спостережні дослідження комет, сонячної активністі, нової в Лебеді.
Тим часом, студенти Мальтійського університету 1978 року створили Студентський астрономічний гурток. До 1983 року гурток вже налічував 60 членів, переважно молодь. Астрономічний гурток видавав інформаційний бюлетень під назвою «Сіріус», організовував спостереження метеорів, в 1982 році організував виставку в Національному музеї археології.
19 вересня 1984 року Студентський астрономічний гурток і Астрономічна асоціація об'єдналися, утворивши Астрономічне товариство Мальти.

## Діяльність
Мальтійське астрономічне товариство організовує багато публічних лекцій. Зокрема, в різні роки з доповідями виступали британський астроном Патрік Мур, британська телеведуча і астрономічна письменниця Гізер Купер, автор маргінальної єгиптологічної теорії Роберт Бовал.
Значними астрономічними подіями в історії товариства стали поява комети Галлея у 1985 та 1986 роках (за цей час кількість членів товариства зросла вдвічі), спостереження часткового сонячного затемнення 1999 року, велике протистояння Марса 2003 року, проходження Венери перед диском Сонця 2004 року. Астрономічне товариство Мальти реагувало на такі події проведенням астрономічних спостережень для громадськості.
Товариство проводить щорічні курси астрономії для широкого загалу (в перший рік навчання відвідало 460 осіб) і щорічний тиждень астрономії (що включає низку спостережень, лекцій, виставок та інших заходів). Приблизно щомісяця проходять загальні збори
членів товариства. Регулярно проводяться астрономічні спостереження для громадськості, — зазвичай, в темних районах, таких як скелі Хад Дінглі, Л-Ахракс таль-Мелліха, Двейра та Та'Сенк.
Наукові проєкти товариства включають спостереження комет, метеорних потоків, затемнень, кількості сонячних плям, кривих блиску змінними зір.
Товариство видає щоквартальний журнал «Великий вибух» (англ. The Big Bang Magazine).